# ハコネウツギ
ハコネウツギ（箱根卯木・箱根空木、学名: Weigela coraeensis）とはスイカズラ科の植物の1種。別名でベニウツギ、ゲンペイウツギともよばれる。ゲンペイは源平で、すなわち花の色がはじめ白色だが、のちに紅色になることからそう呼ばれる。標準和名は、箱根に多いとして付けられた名であるが、箱根に限らず日本列島の太平洋側に自生している。ウツギは漢字で卯木あるいは空木と書くが、卯木は卯月（陰暦4月、陽暦5月）に咲くからといわれ、空木は小枝が中空なのでその名がついたものである。

## 分布・生育地
日本の北海道南部から九州まで分布する。海岸近くに自生するが、公園樹や庭木、垣根などにも植えられる。「箱根」と名につくが、神奈川県の箱根には自生しない。

## 特徴
落葉広葉樹の低木から小高木で、高さ4メートル (m) になる。樹形はよく株立ちするが、老木になると主幹が太くなり、上方で枝がよく生い茂る。樹皮は灰褐色で、一年枝は褐色で縦長の皮目がある。枝は弓なりになって伸びるのが特徴的である。枝が古くなると灰褐色となり、稜ができる。葉は対生し、長さ8 - 16センチメートル (cm) の広楕円形から広倒卵形で、裏面の葉脈に沿って毛がある。葉縁には鋸歯がある。
花期は5 - 7月。枝先と葉腋に花を1 - 3個ほど咲かせ、白い花が次第に赤へと変化する。花冠は長さ30 - 40ミリメートル (mm) の漏斗状で、ニシキウツギに似ているが、花冠の筒部は中央から急に太くなる点で異なる。果期は10 - 11月。果実は長さ約3 cmほどある。
冬芽は、芽鱗が多数つき、頂芽が側芽より大きく、側芽は枝に伏生する。側芽のわきにつく葉痕は、三角形や倒松形で維管束痕が3個つき、両側から稜が出る。

## 関係項目
- タニウツギ
- ニシキウツギ